# 李保然
李保然（罗马拼音：Lie Poo Djian，1932年8月25日—2008年8月9日），印尼語名：，出生於中爪哇省的普禾加多，印尼前男子羽球運動員。
李保然在1958年和1961年代表印尼參加湯姆斯盃，兩次都贏得世界冠軍。他在1958年第一次參賽時，只在預賽上場，並未列入決賽球員名單。在1961年湯姆斯盃面對泰國的挑戰賽中，他與陳有福搭檔，在與查瓦勒特·春姆庫姆和曲查特·瓦塔納薩姆組合的比賽中獲勝，但在對陣納榮·潘奇姆和拉費·勘查納拉費給合時失利。印尼隊最終以6-3獲勝。
他於2008年8月9日在雅加達逝世。